# Robert de Lauro
Pour les articles homonymes, voir Lauro (homonymie).
Robert de Lauro ou Robert de Caserte (en italien : Roberto di Lauro ou Roberto di Caserta ; † 31 août 1183) est un baron italo-normand du royaume de Sicile, comte de Caserte.

## Biographie
Robert de Lauro est l'arrière-petit-fils de Turgis de Rota († vers 1080), un Normand arrivé en Italie méridionale vers 1045. Son père est Robert, seigneur de Lauro, et sa mère une certaine Saracena (« Sarrasine », peut-être un surnom).
C'est un riche propriétaire terrien régnant sur un vaste domaine situé dans le sud de la principauté de Capoue. Il est à la tête de la famille des San Severino, l'une des branches de la famille Filangieri.
Il apparaît une première fois en 1141, vraisemblablement encore mineur, aux côtés de son beau-père Robert Capumazza. En 1150, à la fin du règne du roi Roger II de Sicile, il devient comte de Caserte et devient l'un des plus puissants barons du royaume de Sicile. En cas de guerre, il peut fournir grâce à ses vastes domaines, un contingent militaire numériquement très important : 109 chevaliers et 300 servientes,.
En 1162, lors de la contre-offensive menée par le roi Guillaume Ier de Sicile contre les barons rebelles d'Italie du Sud, il obtient le commandement d'une armée composée de galeati (soldats coiffés d'un heaume appelé galea). Il réussit notamment à s'emparer d'une forteresse située au Monte Arcano (dans l'actuel Molise) et à capturer la femme et le fils de Richard d'Aquila, comte de Fondi, l'un des chefs rebelles. Lorsque la révolte est maîtrisée, le roi le récompense en lui donnant des terres confisquées à un cousin condamné à l'exil, Guillaume de Sanseverino : Robert de Lauro reçoit notamment San Severino et Montoro (Montoro Inferiore et/ou Montoro Superiore).
Lors de la minorité du roi Guillaume II (1166-1171), des rivalités apparaissent au sein de la Cour entre deux factions : Robert de Lauro prend le parti d'Étienne du Perche, chancelier du royaume, contre les partisans de Richard de Mandra et de la reine et régente Marguerite.
En 1171, il devient grand-connétable (magnus comestabilus) et grand maître-justicier (magnus magister justiciarius) d'Apulie et de Terre de Labour.
En 1176, Robert de Lauro fait partie des envoyés de Guillaume II chargés d'accueillir à Saint-Gilles, dans le sud de la France, la princesse Jeanne d'Angleterre, qui doit épouser le roi de Sicile. Une flotte de vingt-cinq galères escorte la future reine jusqu'à Naples puis, par voie terrestre, l'escorte gagne Palerme. Lors du mariage célébré dans la chapelle palatine, en février 1177, il souscrit le dotarium, le diplôme royal qui établit la dot de la nouvelle reine.
À la fin de sa vie, il fait de nombreuses donations à l'Église.

## Union et descendance
De sa femme Agnès († avant août/septembre 1178), il a au moins trois fils :
- Richard († 1182) ;
- Roger, comte de Tricarico, dans la région de Matera[10], possédant également Serino, Solofra et la moitié de Montoro ;
- Guillaume († 1199 ou début des années 1200), qui possède le comté de Caserte, Lauro, Striano et la moitié de Montoro.

Après la mort de sa femme, il épouse une sœur d'un certain Bérard de Loreto. Ils n'ont pas d'enfants connus.